# Phyllidiopsis
Phyllidiopsis Bergh, 1876 è un genere di molluschi nudibranchi della famiglia Phyllidiidae.

## Distribuzione e habitat
Il genere esprime la maggiore biodiversità nelle acque tropicali dell'Indo-Pacifico ma è presente con alcune specie anche nell'Atlantico e nel Mediterraneo.

## Tassonomia
Comprende le seguenti specie:
- Phyllidiopsis annae Brunckhorst, 1993
- Phyllidiopsis anomala Valdés, 2001
- Phyllidiopsis bayi (Bouchet, 1983)
- Phyllidiopsis berghi Vayssière, 1902
- Phyllidiopsis blanca Gosliner & Behrens, 1988
- Phyllidiopsis boucheti Valdés & Ortea, 1996
- Phyllidiopsis brunckhorsti Valdés, 2001
- Phyllidiopsis burni Brunckhorst, 1993
- Phyllidiopsis cardinalis Bergh, 1876
- Phyllidiopsis circularis Valdés, 2001
- Phyllidiopsis crucifera Valdés, 2001
- Phyllidiopsis dautzenbergi (Vayssière, 1912)
- Phyllidiopsis fissurata Brunckhorst, 1993
- Phyllidiopsis futunai Valdés, 2001
- Phyllidiopsis gemmata (Pruvot-Fol, 1957)
- Phyllidiopsis holothuriana Valdés, 2001
- Phyllidiopsis krempfi Pruvot-Fol, 1957
- Phyllidiopsis loricata (Bergh, 1873)
- Phyllidiopsis lozoueti Valdés, 2001
- Phyllidiopsis macrotuberculata Valdés, 2001
- Phyllidiopsis monacha (Yonow, 1986)
- Phyllidiopsis neocaledonica Valdés, 2001
- Phyllidiopsis phiphiensis Brunckhorst, 1993
- Phyllidiopsis pipeki Brunckhorst, 1993
- Phyllidiopsis quadrilineata (Bergh, 1905)
- Phyllidiopsis richeri Valdés, 2001
- Phyllidiopsis shireenae Brunckhorst, 1990
- Phyllidiopsis sinaiensis (Yonow, 1988)
- Phyllidiopsis sphingis Brunckhorst, 1993
- Phyllidiopsis vanuatuensis Valdés, 2001
- Phyllidiopsis xishaensis (Lin, 1983)

### Alcune specie

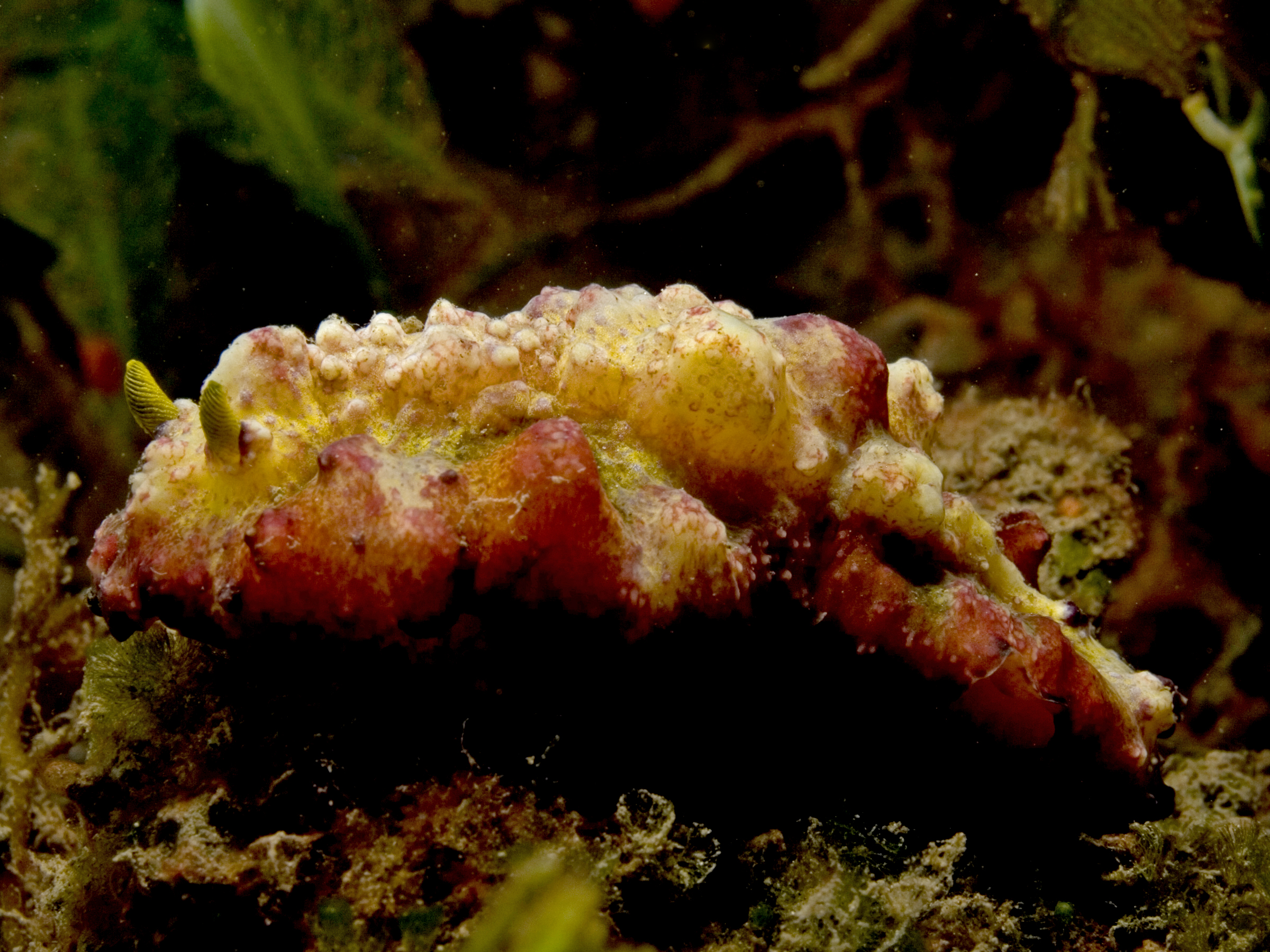
Phyllidiopsis cardinalis
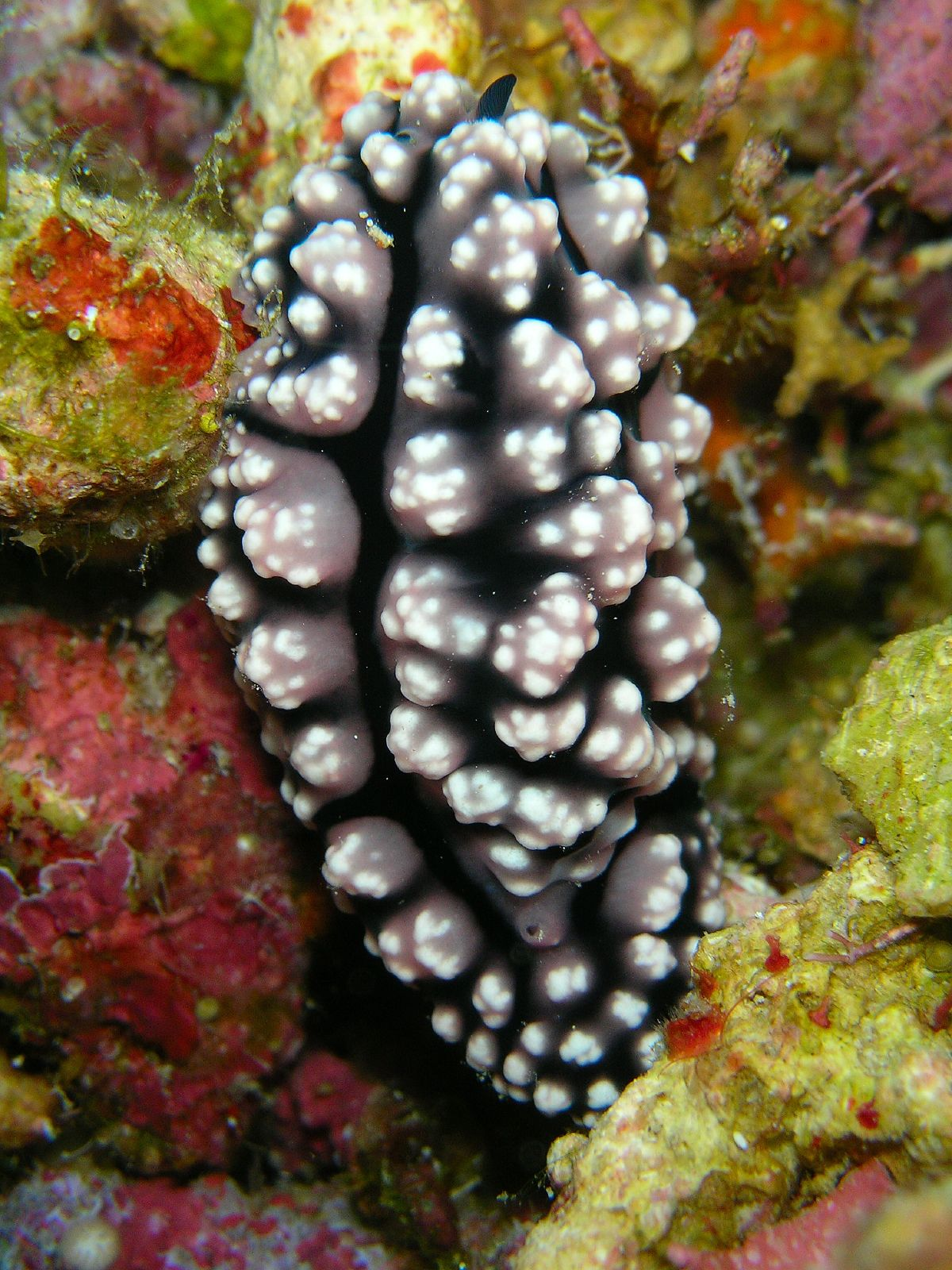
Phyllidiopsis fissurata
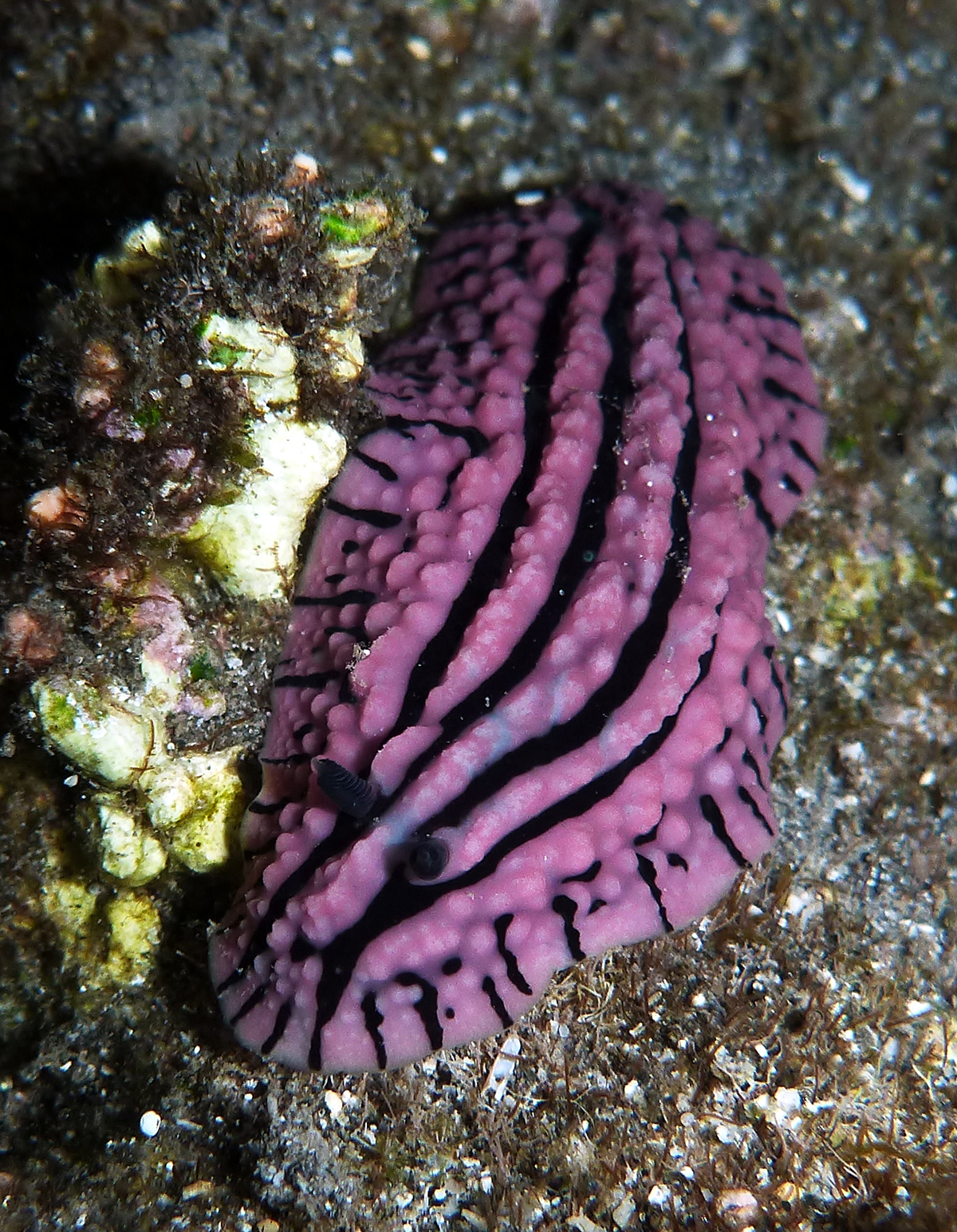
Phyllidiopsis gemmata
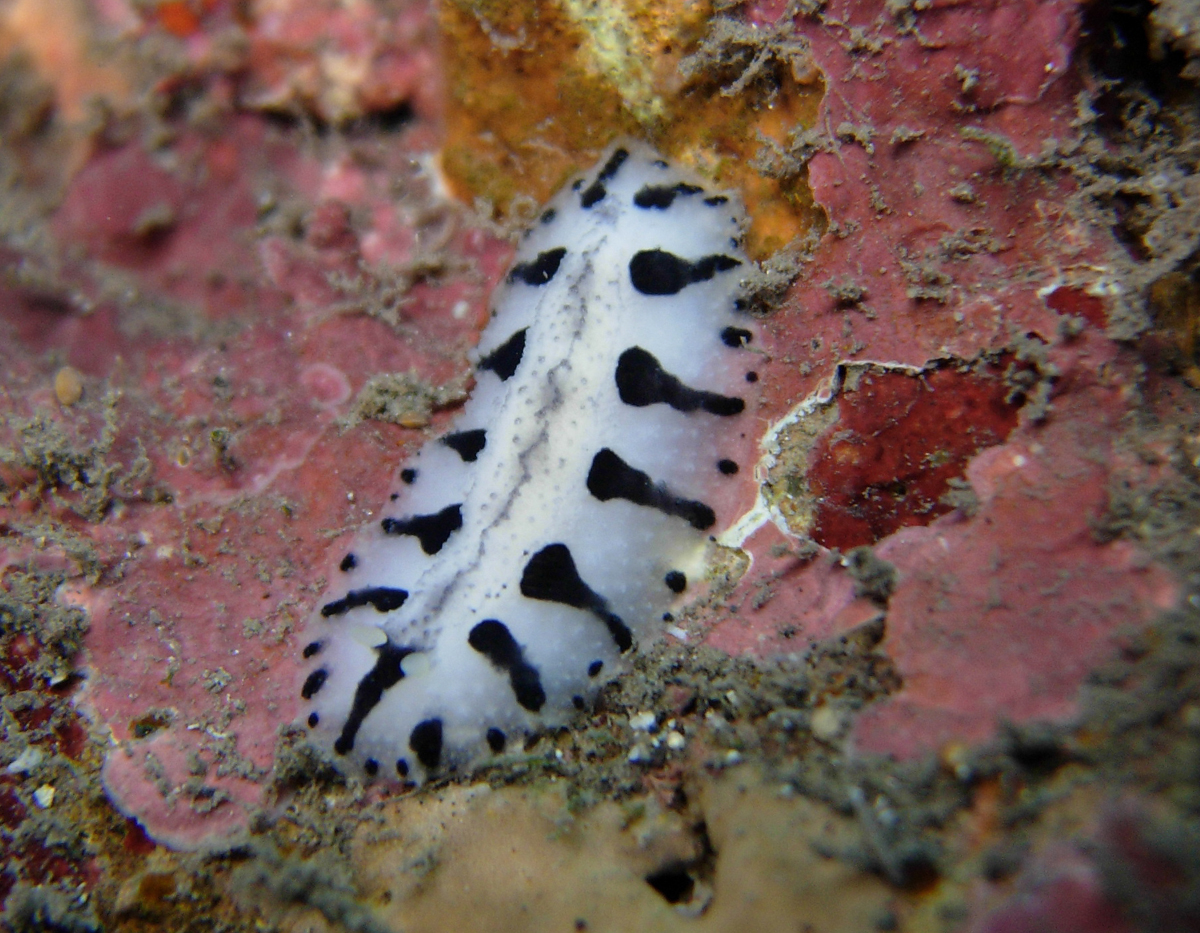
Phyllidiopsis loricata
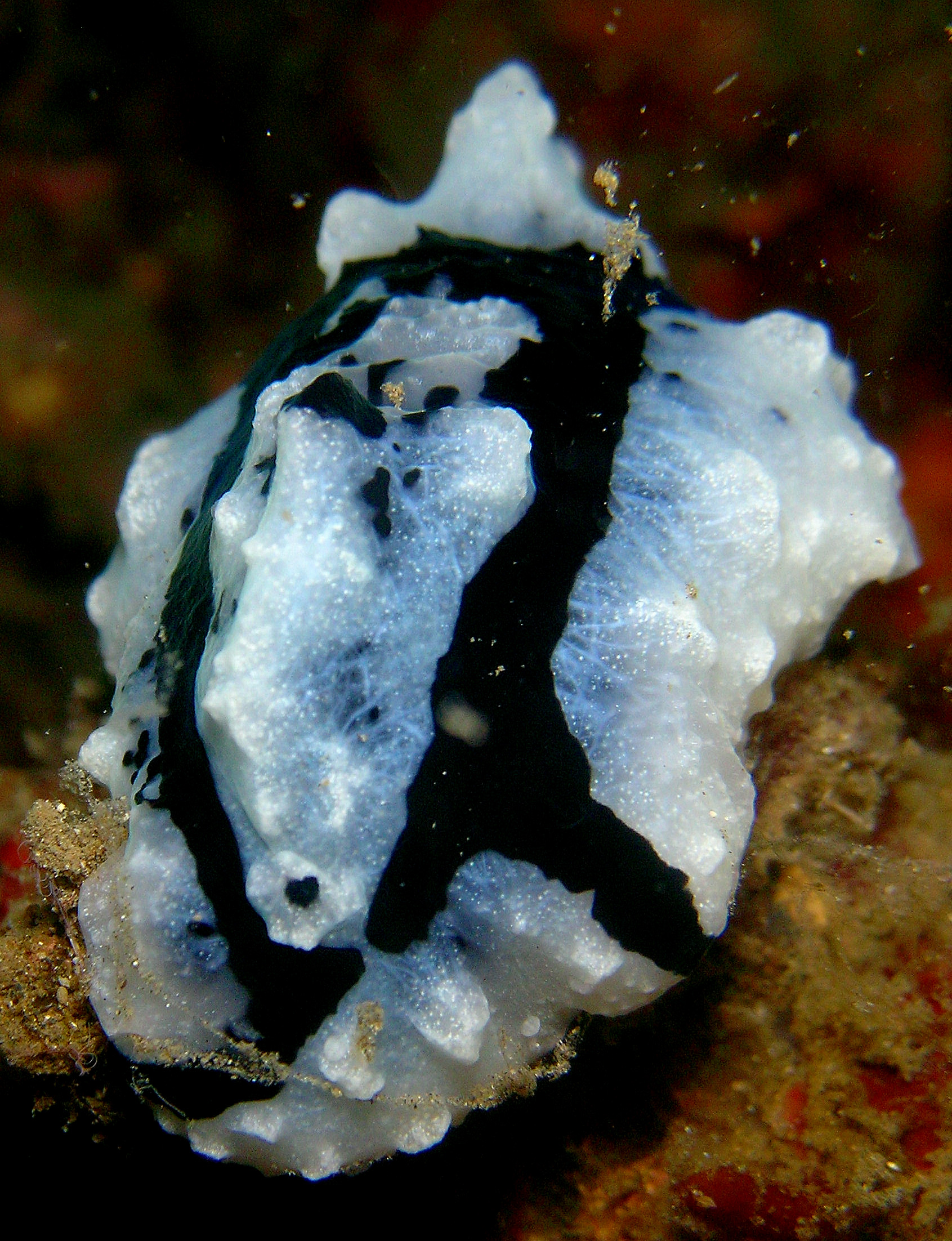
Phyllidiopsis shireenae